# Гера (місто)
Гера (нім. Gera) — місто в Німеччині, третє за величиною у федеральній землі Тюрингія (після столиці Тюрингії Ерфурта, і Єни), розташоване у східній частині Тюрингії на річці Вайсе-Ельстер, приблизно за 60 км на південь від Лейпцига і за 80 км на схід від Ерфурта. Станом на 31 грудня 2021 населення міста складає 93 634 ос. У соціалістичну епоху Гера була адміністративним центром округу. З червня 2022 року місто стало тимчасовою резиденцією Державного естрадно-симфонічного оркестру України.

## Географія
Гера лежить на висоті від 180 метрів (рівень річки Вайсе-Ельстер) до 354 метрів (південно-східна околиця міста, Гера-Фалька) над рівнем моря. За середнє значення зазвичай приймають 205 метрів, висоту над рівнем моря ринкової площі.
У Гері знаходиться найбільший серед усіх міст Тюрингії лісовий масив, що розташований у межах міста, під назвою Міський ліс Гери (нім. Geraer Stadtwald). Розташований він на західному кордоні міста. На північно-західному кордоні міста знаходиться інший лісовий масив Zeitzer Wald, що належить до федеральної землі Саксонія-Ангальт, розташованій на північний схід від міста.

## Історія
Назва «Гера», найімовірніше, спочатку відносилася до частини долини річки Елстер, у якій пізніше розташувалося місто. Швидше за все, назва виникла в епоху до Великого переселення народів, і слов'янські племена, що населяли регіон у VIII столітті, використовували цю назву. Перша згадка Гери у письмових джерелах сягає 995 року. У 999 році імператор Оттон III передав «провінцію» Гера Кведлінбурзькому абатству, а абатство в 1209 році передало протекторат фогтам Вайди, які служили адміністраторами області. Поселення розташовувалося на місці нинішнього міського центру. У 13 столітті Гера отримала статус міста. Спершу місто росло поволі. 1450 року в ході Саксонської братської війни Гера була практично повністю знищена. У результаті успадкування протягом наступних століть, Гера стала частиною володінь династії Рейсс.
У 1806 році, у ході Війни четвертої коаліції, Наполеон розмістив свій штаб у Гері. Звідси 12 жовтня 1806 французький імператор послав свого образливого листа королю Фрідріху Вільгельму III, що призвело до початку війни, яка закінчилася нищівною поразкою Пруссії в битві при Єні кілька днів по тому.

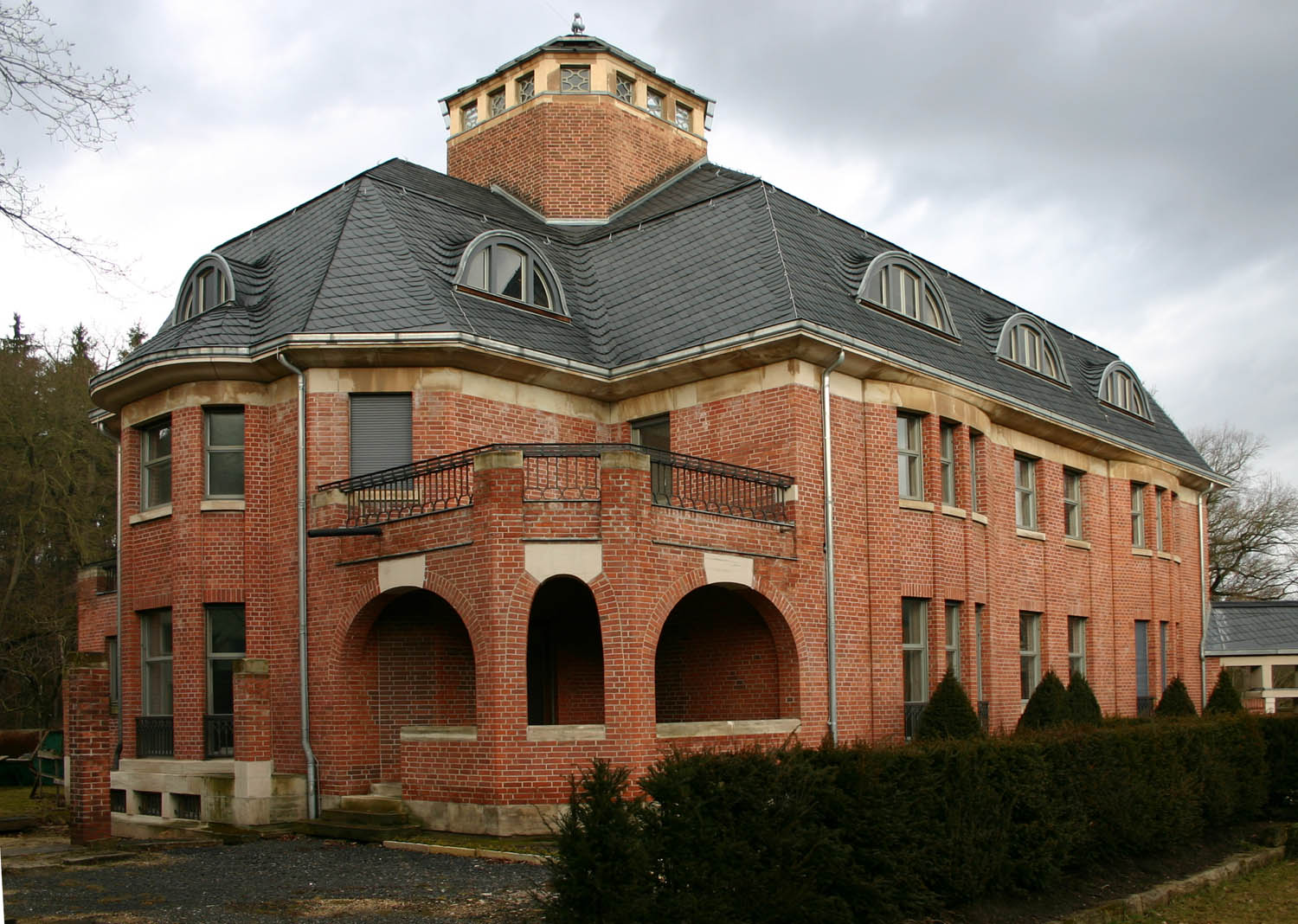
Вілла Шуленбурга

З 1848 по 1918 рік Гера була столицею князівства Рейсс молодшої лінії. У ході промислової революції середини 19 століття (зростання текстильного виробництва) відбулося значне зростання міста. Безліч особняків того періоду залишаються свідченням багатства містян, наприклад, будинок Шуленбурга, побудований бельгійським архітектором Анрі ван де Вельде. Місто також стало залізничним центром, де сходяться поїзда різних напрямків.
У 1920 році місто стало частиною Тюрингії.
1945 року бомбардуваннями були знищені кілька частин міста.
Місто стало частиною новоствореного округу Гера у 1952 році, увійшовши до складу НДР (Східна Німеччина). Після об'єднання Німеччини у 1990 році Гера стала частиною федеральної землю Тюрингія — одним із трьох основних центрів поряд з Єною і Ерфуртом.

## Економіка
На 2009 рік основними підприємствами Гери є:
- Приватна клініка SRH Waldklinikum[de]
- Машинобудівне підприємство Dagro Gera GmbH
- Комунікації DTKS GmbH, Deutsche Telekom AG
- Замки Schloßsicherungen Gera GmbH
- Оптика POG Präzisionsoptik Gera GmbH
- Електричне обладнання Electronicon Kondensatoren GmbH
- Маргарин Othüna
- Виробництво компресорів Kompressorenwerk Kaeser
- Прецизійний інструмент SMK-Präzisionsmechanik
- Дочірнє підприємство конструкторської фірми Max Bögl[en]

Інтернет-сервіс провайдер D+S Europe має сервіс-центр у Гері з кількома сотнями службовців, а також фірма Rittal (інформаційний технології) у 2009 році перемістилася з Бад-Кестріца у Геру.
Деякі галузі виробництва втратили своє значення після 1990 року. Сектори економіки, більше не існують або сильно скоротилися — виготовлення інструментів (Volkseigener Betrieb Wema Union), текстильна промисловість (VEB Modedruck), верстати для текстильної промисловості (VEB Textima), електрообладнання (VEB Elektronik Gera). Також до 1990 року в Гері була пивоварня і відділення VEB Carl Zeiss Jena. Важливою частиною промисловості був видобуток уранової руди біля Роннебурга (SDAG Wismut).
Населення округу Східна Тюрингія — Гера на в 2009 році становило 450 000 чоловік. Гера — регіональний центр торгівлі. У 2003 році в Гері було три основних торгових центру: Gera-Arcaden, Amthor-Passage і Elster-Forum.
Третє за величиною місто Тюрингії, Гера займає 7-е місце з безробіття. Рівень безробіття знизився з 15,4 % у червні 2007 року до 14,9 % в березні 2009.

## Освіта та культура
У 2007 році Гера поряд з Роннебургом була місцем проведення рослинницького фестивалю Бундесгартеншау.

## Райони Гери

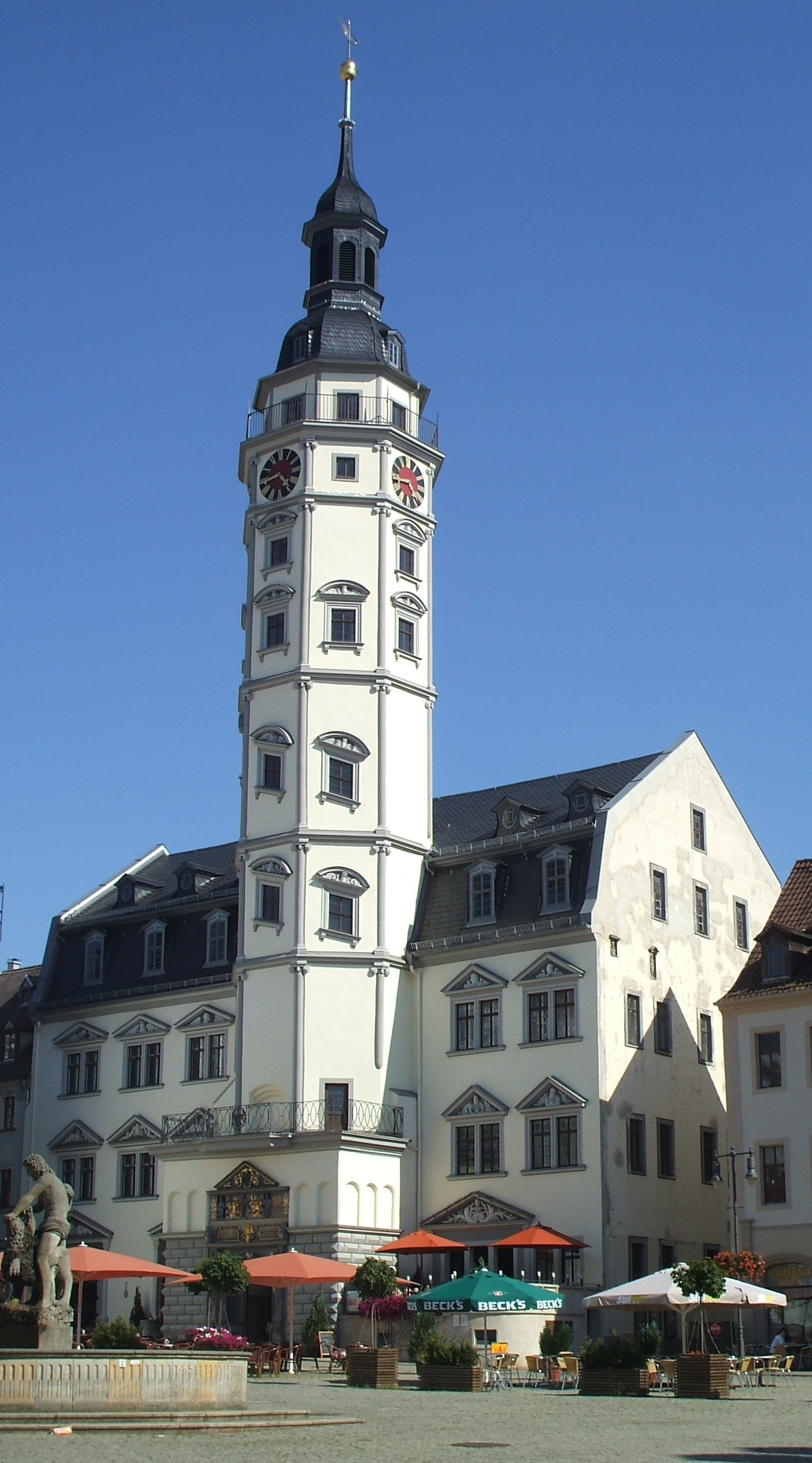
Ратуша в історичному центрі Гери

Гера включає в себе 40 різних громад, об'єднаних у 12 муніципальних округів:
1. Міський центр
2. Дебшвіц[de]
3. Гера-Схід
4. Гера-Північ/Гера Лангенберг[de] (Gera-Langenberg)
5. Біблах[de] (Bieblach)-Схід
6. Біблах/Тінц (Bieblach/Tinz)
7. Унтермхаус[de] (Untermhaus)
8. Гера-Західні передмістя
9. Гера-Південь/Фалька (Falka)
10. Люсан-Лауне (Lusan-Laune)
11. Люсан[de]-Центр
12. Люсан-Брюте (Lusan-Brüte)

## Головні пам'ятки
- Ратуша (1576 р.)
- Ринкова площа з фонтаном
- Міська аптека
- Театр (1902 р.)

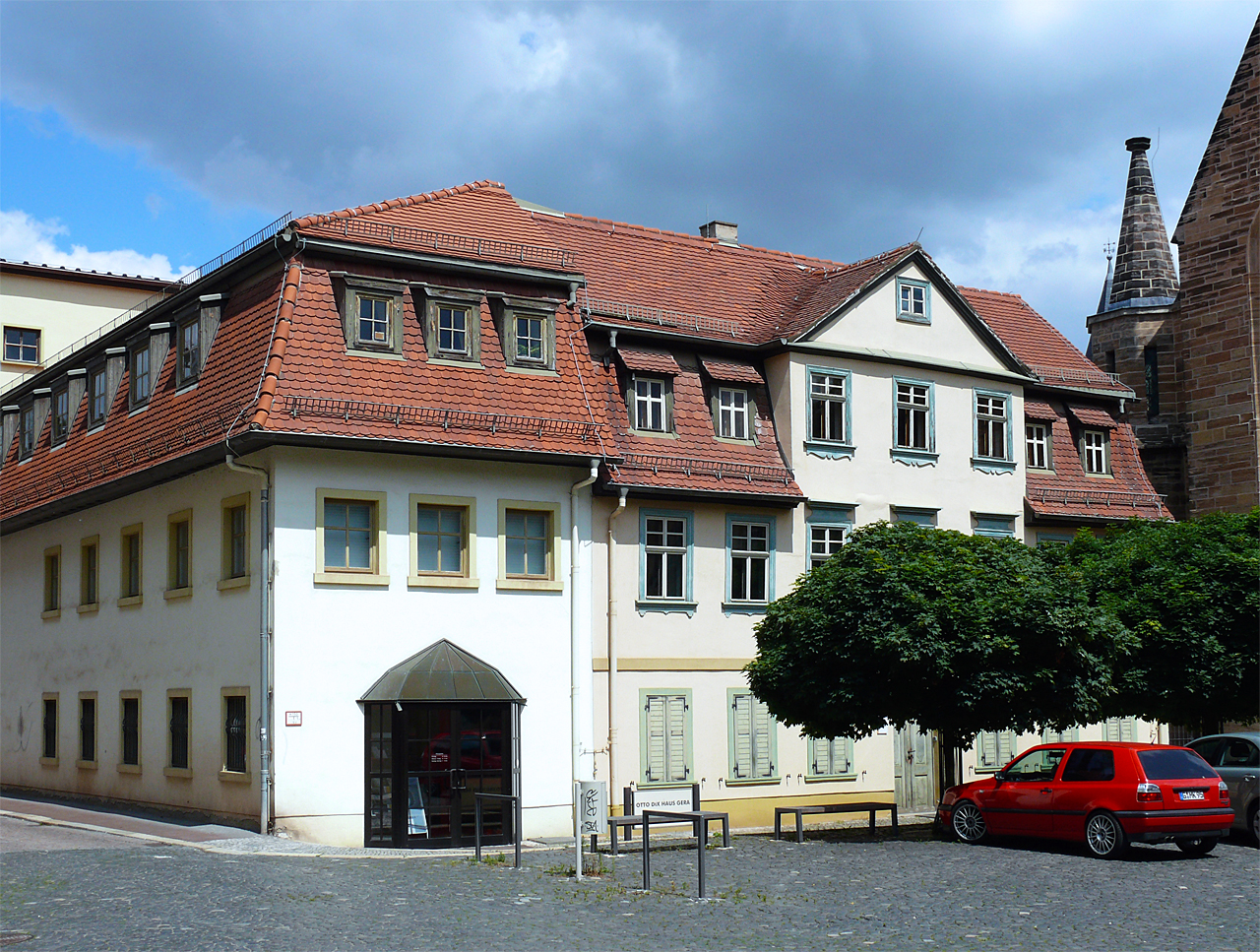
Будинок Отто Дікса

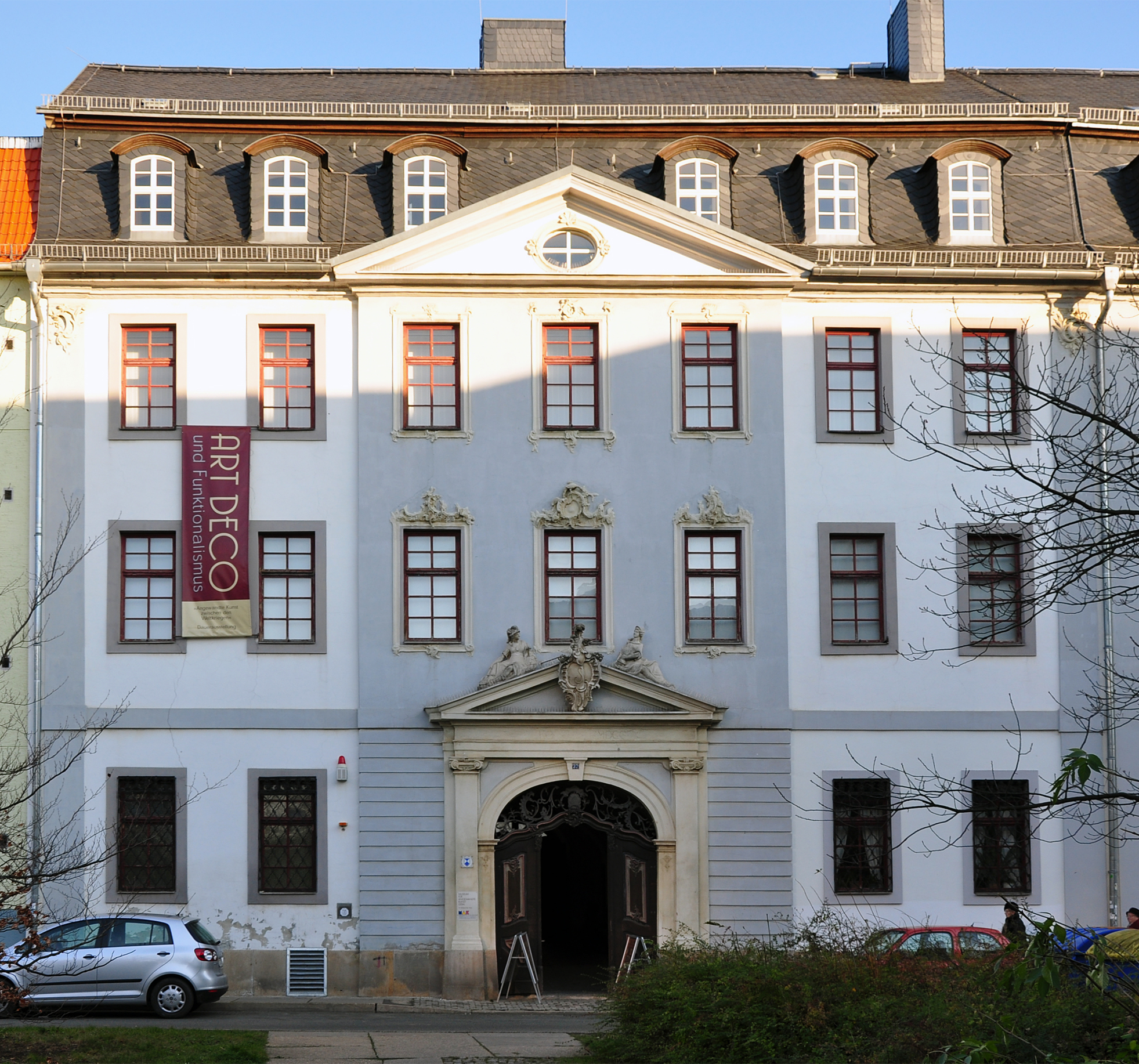
Музей декоративно-прикладного мистецтва

- Вілла Шулебург (архітектор — Анрі Ван де Вельде)
- Неоготична церква св. Іоанна
- Церква св. Сальватора епохи бароко (інтер'єр у стилі Ар нуво)[17]
- Пізньоготична церква св. Марії
- Пізньоготична церква св. Трійці
- Пивний льох («Geraer Höhler»)
- Зоопарк (1973 р.)

### Музеї
- Міський музей
- Будинок Отто Дікса
- Художня галерея «Orangerie»
- Музей природних наук («Schreiber House», стара будівля в місті) з ботанічним садом
- Музей декоративно-прикладних мистецтв («Ferber House»)[18]. У музеї представлені колекції кераміки у стилі баухаус художників Отто Ліндіга[en] і Теодора Боглера[en], архітектурні роботи Тіло Шодера[de], фотографії Енне Бірман[en].

### Ботанічний сад
Botanischer Garten der Museum für Naturkunde Gera, ботанічний сад музею природних наук у Гері займає площу 0,7 га. Був створений у 1897—1900 роках у вигляді парку в англійському стилі. Був об'єднаний з музеєм у 1947 році. У ботанічному саду ростуть понад 300 видів рослин: дерев, їстівних і лікарських трав.

## Транспорт
На сході міста розташована злітно-посадкова смуга Гера-Леймніц (нім. Gera-Leumnitz). Найближчий регіональний аеропорт — аеропорт Лейпциг-Альтенбург (відстань близько 40 км). Найближчий міжнародний аеропорт Лейпциг-Галле розташований за 90 км на північ від міста.

## Міжнародні зв'язки
Див. також Список міст-побратимів
Міста-побратими Гери:
| - Арнем, Нідерланди - Форт-Вейн, США - Горажде, Боснія і Герцеговина - Куопіо, Фінляндія | - Нюрнберг, Німеччина - Пльзень, Чехія - Псков, Росія - Ростов-на-Дону, Росія | - Сен-Дені, Франція - Скерневиці, Польща - Слівен, Болгарія - Тімішоара, Румунія |

## Особистості
- Ернст Юліус Заупе (1809—1871) — німецький літературознавець.
- Генріх Густав Бек (1857—1933), міністр-президент Саксонії у 1914—1918 роках
- Отто Дікс (1891—1969), художник
- Рудольф Пауль (1893—1978), президент Тюрингії в 1945—1947 роках
- Карл Вішки (1925—2005), художник
- Георг Бушнер, (1925—2007), головний тренер національної збірної Східної Німеччини
- Макс Франкель[en] (нар. 1930 р.), головний редактор New York Times у 1986—1994 роках
- Хельга Кенігсдорф (нар. 1938 р.), математик і письменник
- Марліз Гер (нар. 1958 р.), атлет
- Тіло Саррацин (нар. 1945 р.), політик, СДПН
- Олаф Людвіг (нар. 1960 р.), велогонщик-шосейник
- Wolfgang Tiefensee[en] (нар. 1955 р.), політик
- Хайке Дрехслер (нар. 1964 р.), легкоатлетка
- Єнц Хеппнер (нар. 1964 р.), велогонщик